# Devanha
Devanha war eine Whiskybrennerei in Aberdeen, Schottland. Der erzeugte Brand war somit der Whiskyregion Highlands zuzuordnen.
Im Jahre 1825 wurde das Unternehmen zunächst als Brauerei (Devanha Brewery) gegründet, die William B. Fisher & Co. 1837 in einer Brennerei umwandelten. Die Geschichte der Brennerei verlief weitgehend ereignislos. Sie erlebte zwei Inhaberwechsel, wobei William Black & Co. sie 58 Jahre bis 1910 leiteten. Wahrscheinlich führte ein weiterer Eigentümer den Betrieb bis etwa 1915 fort. In diesem Jahr war sie jedoch definitiv endgültig geschlossen. Während der Betriebsjahre von Devanha waren mit Bon Accord und Strathdee noch zwei weitere überregional bedeutende Brennerei in Aberdeen aktiv.
Als Alfred Barnard im Rahmen seiner bedeutenden Whiskyreise im Jahre 1886 die Brennerei besuchte, verfügte sie über eine jährliche Produktionskapazität von 220.000 Gallonen und gehörte somit zu den großen Brennereien der Whiskyregion Highlands. Es standen zwei Brennblasen zur Verfügung: Eine Grobbrandblase (Wash Still) sowie eine Feinbrandblase (Spirit Still) mit Kapazitäten von 3300 beziehungsweise 2800 Gallonen.